# Hamburger Krimipreis
Der Hamburger Krimipreis zu Ehren Jürgen Rolands oder auch Jürgen-Roland-Preis wurde von 2008 bis 2019 jährlich im Rahmen der Gala des Studio Hamburg Nachwuchspreises verliehen. Der Senat der Freien und Hansestadt Hamburg stiftete den mit 10.000 Euro dotierten Preis zu Ehren des 2007 verstorbenen Journalisten, Autors und Regisseurs Jürgen Roland. Ausgezeichnet wurden Regisseure für Kriminalfilme, die eine neue und unverwechselbare Darstellung des Genres boten.

## Preisträger und Nominierte

### 2008
Eoin Moore für Polizeiruf 110: Jenseits

### 2009
Andreas Kleinert für Polizeiruf 110: Rosis Baby

### 2010
Markus Imboden für Mörder auf Amrum
- Max Färberböck für Bella Block: Vorsehung
- Dominik Graf für Kommissar Süden und der Luftgitarrist

### 2011
Christian Zübert für Tatort: Nie wieder frei sein
- Max Färberböck für Sau Nummer vier. Ein Niederbayernkrimi
- Eoin Moore für Polizeiruf 110: Einer von uns

### 2012
Dominik Graf für Polizeiruf 110: Cassandras Warnung
- Andreas Kleinert für Nacht ohne Morgen
- Christian von Castelberg für Polizeiruf 110: Einer trage des anderen Last

### 2013
Matti Geschonneck für Das Ende einer Nacht
- Christiane Balthasar für Die Kronzeugin – Mord in den Bergen
- Edward Berger für Mutter muss weg

### 2014
Jan Bonny für Polizeiruf 110: Der Tod macht Engel aus uns allen
- Torsten C. Fischer für Tatort: Der Fall Reinhardt
- Dror Zahavi für Tatort: Auf ewig Dein

### 2015
Friedemann Fromm für Momentversagen
- Eoin Moore für Polizeiruf 110: Familiensache
- Nicole Weegmann für Tatort: Hydra

### 2016
Elmar Fischer für Unterm Radar
- Sebastian Ko für Tatort: Kartenhaus
- Lars Kraume für Dengler: Die letzte Flucht

### 2017
Philipp Kadelbach für Auf kurze Distanz
- Sebastian Marka für Tatort: Die Wahrheit
- Christian Schwochow für Mitten in Deutschland: NSU – Die Täter – Heute ist nicht alle Tage

### 2018
Eoin Moore für Polizeiruf 110: Muttertag

### 2019
Viviane Andereggen für Rufmord
- Rainer Kaufmann für Der Polizist und das Mädchen
- Eoin Moore für Polizeiruf 110: Für Janina